# Битка код Сентина
Битка код Сентина вођена је 295. године п. н. е. између снага Римске републике са једне и коалиције Самнита, Етрураца, Умбријаца и Гала са друге стране. Део је Трећег самнитског рата, а завршена је великом римском победом. Након битке код Сентина, цела централна Италија нашла се у римским рукама.

## Увод
Пораз код Тифернума уверио је Самните да се не могу одупрети Римљанима. Стога они склапају савезништво са Етрурцима, Умбријцима и Галима. Коалиција наноси пораз римској војсци код Камерина. Савезничку војску чинило је 80.000 људи, два пута више од римске.
Римски команданти били су конзули Публије Деције Мус и Фабије Максим Рулијан. Армију је чинило 40.000 људи: 4 легије, снажна коњица, 1000 елитни коњаника из Кампаније, 4 савезничке латинске легије заједно са великим контингентом властите коњице.
Како би смањили број непријатељских снага, Римљани шаљу мање контингенте војске да нападну Етрурију и Умбрију. Стога су савезници приморани да део војника пошаљу да бране отаџбину. Њихову војску сада је чинило око 50.000 људи.

## Битка
Војске су се сусреле на равници Сентина. Након два дана оклевања отпочела је борба. Римљани су схватили да више не могу контролисати жељу њихових војника за борбом. Фабије се на десном крилу борио против Самнита, а Деције на левом против Гала. Децијева војска разбијена је нападом галских двоколица, па је он због тога одлучио да се жртвује за победу као и његов отац Публије Деције Мус у бици код Везува. Бацио се сам пред непријатеља жртвујући свој живот. Његова погибија дала је снаге његовим војницима да поново збију редове. Рулијан је за то време разбио Самните и потом притекао Мусовој војсци у помоћ. На крају је само 12.000 Гала и Самнита преживело покољ. Римљани су изгубили 8000 људи.
Битком код Сентина завршен је Трећи самнитски рат. Самнити се предају 290. године п. н. е., а Римљани успостављају власт над централном Италијом.